# Ctenophora flaveolata
Ne doit pas être confondu avec Ctenophora.
Espèce
Ctenophora flaveolata ou Ctenophora (Ctenophora) flaveolata est une espèce d'insectes diptères de la famille des tipulidés.